# Лонсгайм
Лонсгайм (нім. Lonsheim) — громада в Німеччині, розташована в землі Рейнланд-Пфальц. Входить до складу району Альцай-Вормс. Складова частина об'єднання громад Альцай-Ланд.
Площа — 4,56 км2. Населення становить 587 ос. (станом на 31 грудня 2020).

## Галерея

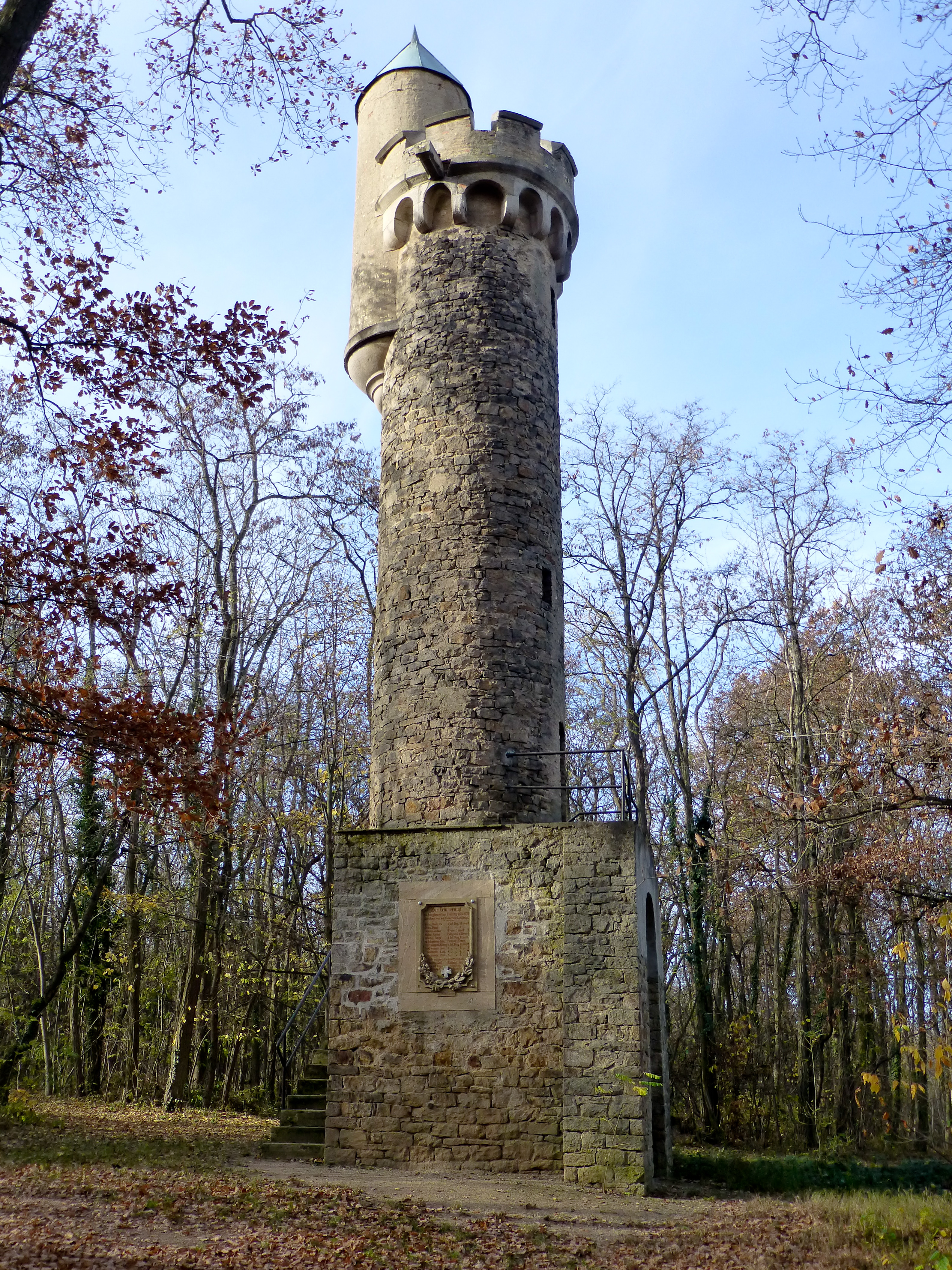